# Gespenster sieht man nicht
Gespenster sieht man nicht ist ein Kinderbuch von Ingrid Bachér aus dem Jahr 1975 mit Illustrationen von Gottfried Wiegand: Der achtjährige Adrian dringt in ein Gespensterschloss ein und erlöst dort zwei verzauberte Brüder. Vorbild für das Gespensterschloss ist die Ruine von Schloss Moyland.
Die Erstausgabe erschien 1975 im Atlantis-Verlag, eine zweite Auflage 1997 durch die Stiftung Museum Schloss Moyland. 1976 stand es auf der Auswahlliste zum Deutschen Jugendbuchpreis.

## Inhalt
In einer Kleinstadt am Rand des Ruhrgebiets lebt der achtjährige Adrian zusammen mit seinem Vater, der dort an der Bundesstraße nach Holland eine Tankstelle betreibt. Sein täglicher Schulweg führt Adrian vorbei an den Resten eines einst stattlichen Wasserschlosses, das selbst als Ruine noch geheimnisvoll und mächtig aussieht. Der Hauptbau und vier große Türme haben die Zeiten überdauert, umgeben von einem breiten Wassergraben. Auf die Schloss-Insel führt nur eine einzige Brücke, aber die ist seit Jahren wegen Einsturzgefahr gesperrt. Sein Vater nimmt das Schloss gar nicht wahr, aber Adrian fasziniert das alte Gemäuer. Am Tag seines achten Geburtstages nimmt Adrian seinen Mut zusammen und paddelt mit einem alten Boot, das seit Jahren am Ufer vor sich hin gammelt, das erste Mal in seinem Leben herüber zum Schloss.
Unter einer Steinplatte im Schlosshof stößt er auf einen fensterlosen Kuppelsaal, in dem mit Asche eine seltsame Gestalt an die Wand gezeichnet und eine übergroße Tierfalle aufgestellt ist. Er entdeckt einen unterirdischen See, dessen Größe sich nicht abschätzen lässt. Er stellt fest, dass alle Türen im Schloss offen stehen und findet einen Schlüssel, der glühend heiß wird, wenn man ihn hochheben will. Aber die größte Entdeckung macht Adrian im eingestürzten Dachstuhl: Das Rippel. An zwei Seilen von den Dachbalken wippt es hin und her und scheint sich über Adrians Besuch gar nicht zu wundern. Was das Rippel erzählt, macht alles noch verwirrender: Das Rippel weiß nicht, wie alt es ist, weil es nur bis 10 zählen will, es glaubt, zu schwer zu sein, weil man es nicht wiegen kann, es wird riesig, wenn es Staub isst und besitzt eine Brille, mit der man Gedanken lesen kann. Und sein einziger Freund im Schloss, ein Fuchs, verhält sich noch eigenartiger. Wenn man ihn streichelt, verwandelt er sich, von einem Apfel bis zu einem Drachen, tut man es aber nicht, wird er unsichtbar. Und er kann sprechen, aber nur rückwärts, weil er immer ganz ängstlich und aufgeregt ist. Das könnte lustig sein, aber die beiden Schlossbewohner wirken traurig und einsam.
Erst nach Adrians energischem Nachfragen offenbart ihm das Rippel sein Schicksal. Als junge Brüder wurden das Rippel und der Fuchs vor Jahrhunderten vom Verwalter im Schloss eingesperrt, weil er ihnen das Schloss und Erbe geneidet hat. Unter dem Regiment des Verwalters müssen sie dort für immer ausharren, wenn nicht doch eines Tages ein Retter vorbeikommt, die geheimen Codes im Schloss durchbricht und sich sogar für sie opfert. Dennoch entscheidet sich Adrian, den beiden zu helfen.
Der Verwalter, unsichtbar, aber machtvoll, erahnt Adrians Absichten und lässt die morschen Balken des Schlosses auf ihn herabstürzen. Nur knapp entgeht Adrian dem Anschlag.
Aber der Junge lässt sich nicht so einfach einschüchtern. Am nächsten Tag kehrt er wieder, ausgerüstet mit allerlei Handwerkszeug aus der Werkstatt seines Vaters, von der Taschenlampe bis zum Magneten. Trotz böser Attacken des Verwalters gelingt es ihm, die  Zeichnung im Kellersaal wegzuwischen, die Falle unschädlich zu machen und den verwünschten Schlüssel wieder zu finden und zu verbrennen. Aber die schwerste Prüfung liegt noch vor ihm: Durch den unterirdischen See muss Adrian schwimmen, um der Macht des Verwalters zu entkommen. Nur die geistesgegenwärtige Hilfe seiner beiden neuen Freunde, Fuchs und Rippel, bewahrt ihn vor dem Ertrinken. Mit einer letzten List gelingt es Adrian schließlich, nicht sein Leben opfern zu müssen und dennoch seine beiden Freunde aus dem Schloss zu befreien. Zum Abschied schenkt ihm das Rippel die Gedankenlesebrille und als Adrian sie aufsetzt, sieht er das Rippel und den Fuchs, nun wieder zu jungen Brüdern geworden, lachend auf der Allee vor dem Schloss von dannen ziehen.
Verändert kehrt Adrian zur Tankstelle und seinem Vater zurück, er hat gelernt, sich selbst und seinen Fähigkeiten zu vertrauen.

## Hintergrund und Rezeption

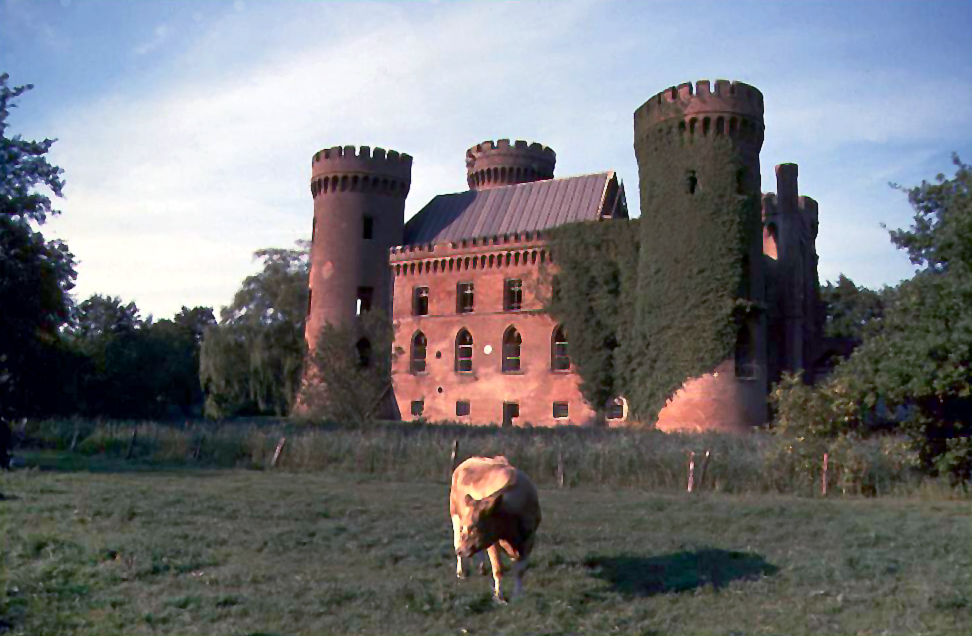
Das Schloss im August 1990, noch ohne den Turmhelm am Bergfried

Das Vorbild für das Wasserschloss ist Schloss Moyland, das seit 1945 zur Ruine verfallen war. Eines der dortigen Graffiti war ein gehörntes Teufelsgerippe; dieses sei, so die Autorin, die Inspiration für das Rippel gewesen. Das Gebäude wurde ab 1987 wiederaufgebaut und ist heute ein Museum.
Anlässlich der Eröffnung des Museums 1997 wurde das Buch neu aufgelegt. Die Illustrationen Gottfried Wiegands wurden 2015/2016 im Rahmen der Ausstellung Märchen und andere wundersame Geschichten gezeigt, der Erstausgabe des Buches war dabei ein eigener Raum gewidmet.

## Kritik
Das Buch Gespenster sieht man nicht gehört zu den herausragenden Beispielen moderner Kinder- und Jugendliteratur in Deutschland. Die relative Freiheit und Selbstbestimmtheit der Hauptfigur Adrian, dessen Eltern im Buch nur ganz am Rande vorkommen und der realistische, klare Erzählstil der Autorin lassen das 1975 erstmals erschienene Buch bis heute frisch und aktuell wirken. Die einfühlsamen, die Ereignisse im Schloss nur andeutenden Zeichnungen des Künstlers und Illustrators Gottfried Wiegand trugen zusätzlich zum Erfolg des Kinderbuches bei. Die Jury des Deutschen Jugendliteraturpreises begründete 1975 ihre Nominierung von Gespenster sieht man nicht zum Deutschen Jugendbuchpreis (Kategorie Kinderbuch) mit einem Hinweis auf die moderne Sicht des Buches auf das bekannte Genre der Gespenstergeschichte:  Wenn Adrian es in einem alten Schloss mit einem Fuchs in wechselnder Gestalt und einem ruchlosen, unsichtbaren Verwalter zu tun bekommt, geht es ziemlich aufregend zu, und er muss viel Mut und Witz aufbringen, um den bösen Bann zu brechen. Märchenhafte Züge und sensible Zeichnungen bringen in den Typ der üblichen Gespenstergeschichte neue Nuancen.
Im Nachwort zur Neuausgabe von 1997 sieht Schriftsteller und Kunstsammler Hans van der Grinten
das Kinderbuch in der literarischen Tradition eines Kunstmärchens. Er schreibt: Der große Reiz des Werkes liegt nicht zuletzt in dem Umstand begründet, daß weder Ingrid Bachér eine professionelle Kinderbuchautorin ist, noch Gottfried Wiegand ein routinierter Illustrator. Kindern ist das Buch gewiß vorbehaltlos zugedacht, aber Erwachsenen wird es sich in ähnlicher Weise aufschließen, wie sie es mit Hoffmann, Brentanto, Chamisso und Saint-Exupéry erlebt haben.

## Ausgaben (Auswahl)
- Ingrid Bachér, (Illustrator: Gottfried Wiegand), Gespenster sieht man nicht, 1. Auflage, Atlantis, Zürich/Freiburg i.Br., 1975, ISBN 3-7611-0471-5.
- Ingrid Bachér (Illustrator: Gottfried Wiegand), Gespenster sieht man nicht, 2. Auflage, Hrsg. Stiftung Museum Schloss Moyland, 1997.